# Olympische Winterspiele 2006/Teilnehmer (Brasilien)
| Gelbes Symbol für Goldmedaillen mit stilisierten Olympischen Ringen | Graues Symbol für Silbermedaillen mit stilisierten Olympischen Ringen | Braundes Symbol für Bronzemedaillen mit stilisierten Olympischen Ringen |
| ------------------------------------------------------------------- | --------------------------------------------------------------------- | ----------------------------------------------------------------------- |
| —                                                                   | —                                                                     | —                                                                       |

Brasilien nahm an den Olympischen Winterspielen 2006 im italienischen Turin mit einer Delegation von zehn Athleten teil.

## Flaggenträger
Die Snowboarderin Isabel Clark Ribeiro trug die Flagge Brasiliens während der Eröffnungsfeier, bei der Schlussfeier wurde sie vom Skirennläufer Nikolai Hentsch getragen.

## Teilnehmer nach Sportarten

### Bob
- Edson Bindilatti
- Ricardo Raschini
- Claudinei Quirino
- Marcio Silva
Viererbob Männer: 25. – 2:58,94 min nach drei Läufen

### Ski alpin
- Mirella Arnhold
Riesenslalom Frauen: 43. – 2:49,17 min
- Nikolai Hentsch
Abfahrt, Männer: 43. – 1:56,58 min
Super-G, Männer: ausgeschieden
Riesenslalom, Männer: 30. – 2:55,56 min
Alpine Kombination, Männer: ausgeschieden im Slalom (1. Lauf)

### Ski Nordisch
- Jaqueline Mourão (Langlauf)
10 km klassisch Frauen: 67. – 35:59,7 min (+8:08,3 min)
- Helio Freitas (Langlauf)
15 km klassisch Männer: 93. – 54:06,8 min (+16:05,5 min)

### Snowboard
- Isabel Clark Ribeiro (Boardercross)
1. Platz im Lauf um Platz 9 – 9. Platz